# Bellezas de Windsor

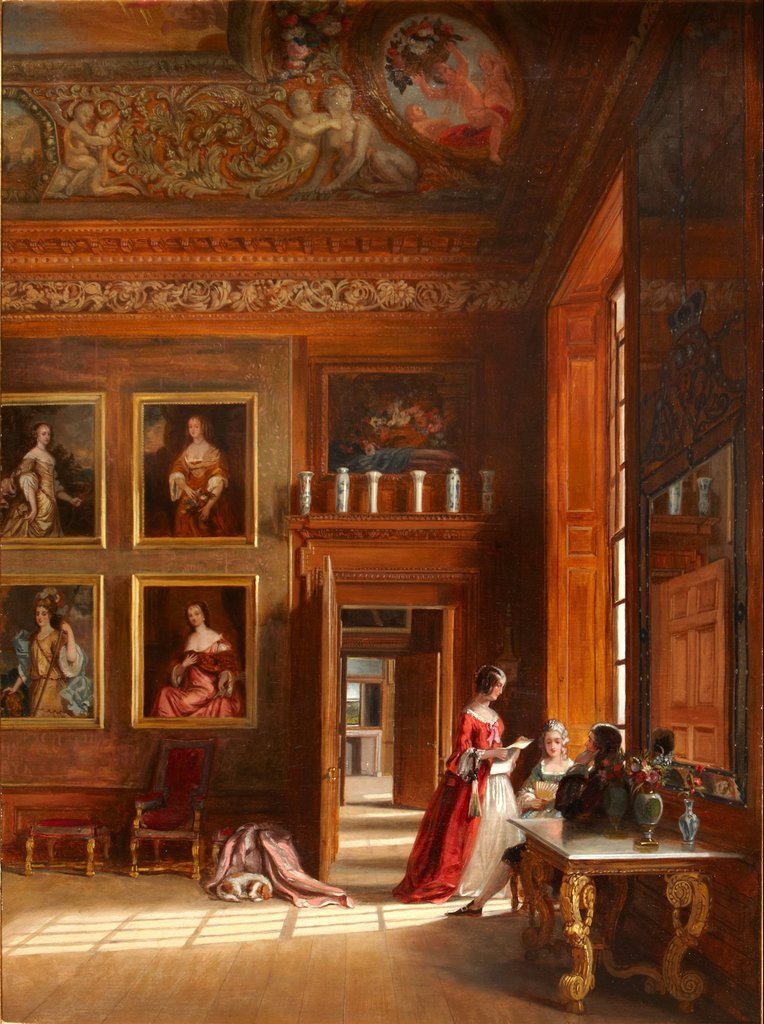
El dormitorio del rey en el Palacio de Hampton Court, por James Digman Wingfield (1849). En la parte superior izquierda pueden observarse los retratos de Frances Stuart, duquesa de Richmond, y Jane Needham, Mrs Myddelton; en la parte inferior pueden apreciarse los retratos de Barbara Villiers, duquesa de Cleveland, y Elizabeth Hamilton, condesa de Gramont.

Las Bellezas de Windsor (en inglés: Windsor Beauties) es el nombre dado a una colección compuesta por once retratos pintados por Sir Peter Lely los cuales representan a varias damas y cortesanas de la Restauración Inglesa. La colección se exhibe actualmente en el Palacio de Hampton Court.

## Historia

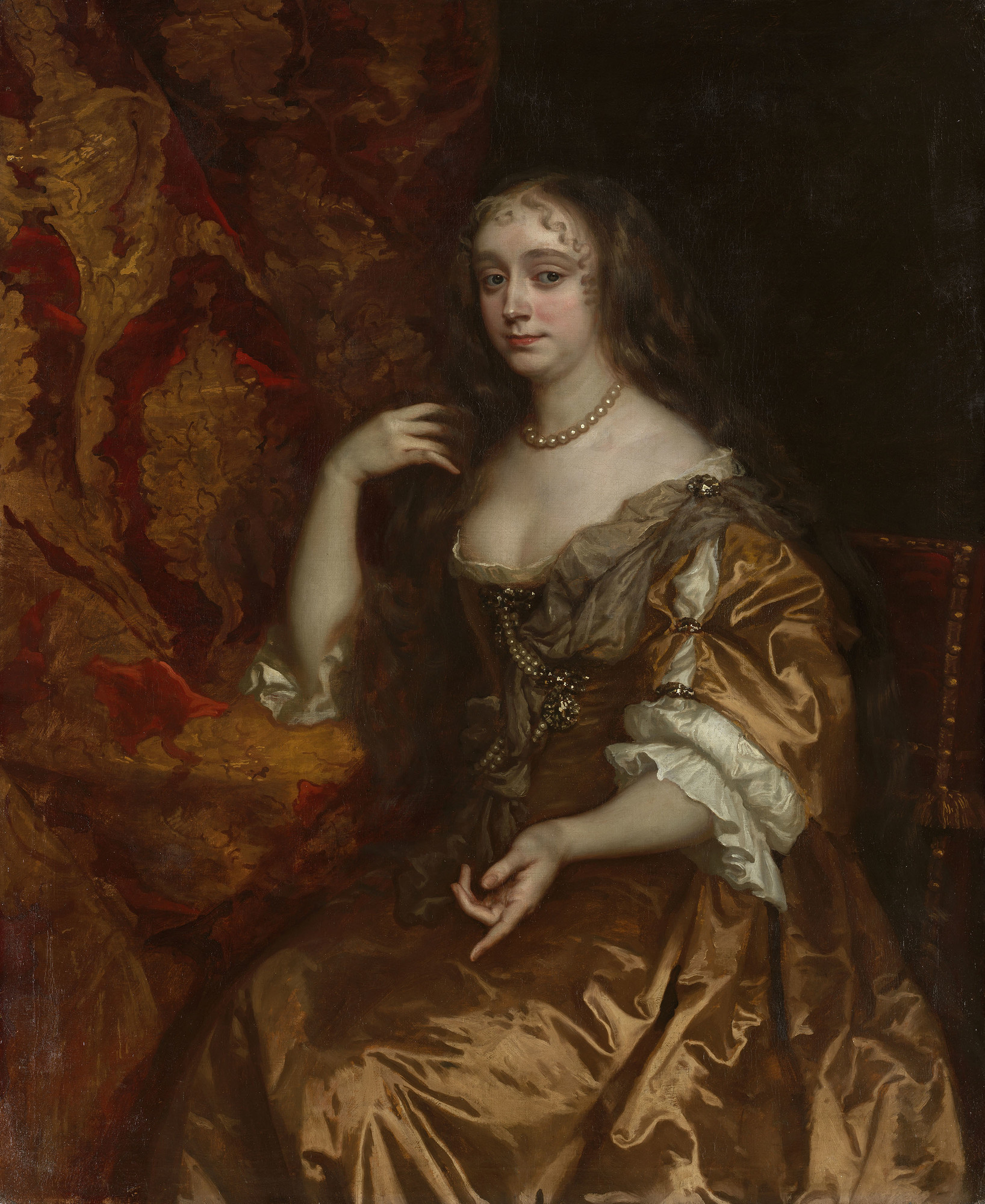
Retrato de Anne Hyde, duquesa de York, por Sir Peter Lely (1662). Pese a estar expuesto en la misma galería que las Bellezas de Windsor en Hampton Court, originalmente este cuadro no forma parte de la serie, aunque suele incluirse por el hecho de haber sido la duquesa la artífice de la colección.

Probablemente comisionados a comienzos de la década de 1660 por Anne Hyde, duquesa de York, Sir Peter Lely, nombrado pintor de cámara en 1661 por Carlos II de Inglaterra, realizó los retratos en la primera mitad de dicha década, siendo esta colección una de sus obras más conocidas.
Inicialmente emplazada en el Palacio de Whitehall tras la muerte de la duquesa de York, la colección fue trasladada a Windsor, siendo exhibida en la sala de espera de la reina Ana de Gran Bretaña y, posteriormente, en su cámara privada, resultando desconocida la fecha en que las obras fueron depositadas en Hampton Court, si bien se conoce que ya se encontraban allí en junio de 1835, durante el reinado de Guillermo IV del Reino Unido.

## Mujeres retratadas

### Frances Stuart, duquesa de Richmond
Frances, nacida en 1647, fue probablemente la primera en ser retratada debido a que el cuadro fue pintado antes de 1662, cuando Lely acababa de ser nombrado pintor de cámara. De todas las Bellezas de Windsor, Frances fue la única que ostentó un destacado puesto en la corte durante la Restauración Inglesa, ocupando primero el cargo de dama de honor y posteriormente el de mujer de la alcoba de la reina Catalina de Braganza. Descrita como poseedora de una «nariz romana» y una «talla excelente» según el cronista Samuel Pepys, atributos que probablemente atrajeron la atención de Carlos II, Frances huyó con su amante Carlos, III duque de Richmond, con quien acabó contrayendo matrimonio, siendo más conocida por no haberse convertido en una de las numerosas amantes del rey. Tras la muerte de su marido, y habiéndose recuperado de un ataque de viruela en 1669, Frances, quien no volvió casarse, dedicó el resto de su vida a sus amistades femeninas, muriendo en 1702.

### Elizabeth Hamilton, condesa de Gramont
Nacida en Irlanda en 1640, Elizabeth fue hija de Sir George Hamilton y Lady Mary Butler. Introducida en la corte en la época en que Lely fue nombrado pintor de cámara, Elizabeth, conocida como «La belle Hamilton» («La bella Hamilton»), contrajo matrimonio en 1663 con Philibert, conde de Gramont, quien regresó a Francia un año después del enlace junto con su esposa, donde Elizabeth se convirtió en dama del palacio de María Teresa de Austria, esposa del rey Luis XIV de Francia. Posteriormente, el matrimonio empezó a ser conocido por su piadoso estilo de vida, lo cual influyó en una de sus dos hijas, Marie Elizabeth, quien se convirtió en abadesa. Elizabeth murió en París en 1708, un año después del deceso de su esposo.

### Barbara Villiers, duquesa de Cleveland
Barbara, nacida en 1641, fue retratada por Lely alrededor de 1665. Admirada por su belleza, fue una de las amantes de Carlos II, convirtiéndose en mujer de la alcoba de la reina en 1662. Contrajo matrimonio a los dieciocho años con Roger Palmer, quien obtuvo el título de conde de Castlemaine en 1661, separándose de su esposa tras el nacimiento del segundo hijo de Barbara. De los seis hijos de la duquesa, Carlos II admitió la paternidad de al menos cinco de ellos, ostentando Barbara la posición de amante del rey hasta la llegada de Louise de Keroualle, duquesa de Portsmouth, quien llegaría a ser conocida como la «más absoluta de las amantes del rey». Murió en 1709.

### Jane Needham, Mrs Myddelton
Nacida en 1645, Jane fue hija de Sir Robert Needham de Lambeth y de su segunda esposa Jane Cockayne. Bautizada en la iglesia de Lambeth, contrajo matrimonio el mismo año de la Restauración con Charles Myddleton, tercer hijo del segundo Sir Thomas Myddelton. Pese a su condición de casada, Jane era cortejada por numerosos admiradores, incluyendo Carlos II, el duque de York y Philibert de Gramont, esposo de Elizabeth Hamilton. Supuestamente, Jane fue amante de Ralph Montagu, I duque de Montagu (esposo de Elizabeth Percy, condesa de Northumberland), y posteriormente de Lawrence Hyde, I conde de Rochester (esposo de Henrietta Hyde, condesa de Rochester). Murió en 1692.

### Margaret Brooke, Lady Denham
Nacida en 1647, Margaret fue hija del soldado y político inglés Sir William Brooke, miembro del Parlamento de Rochester, y de su segunda esposa, Penelope Hill. Convertida en la amante del duque de York, contrajo matrimonio con el poeta Sir John Denham. Retratada por Lely entre 1663 y 1665, su prematura muerte en 1667 dio lugar a especulaciones, llegando a rumorearse que Margaret había sido envenenada.

### Mary Bagot, condesa de Falmouth y Dorset
Considerada una gran belleza, Mary, nacida en 1645, fue hija del coronel Henry Bagot y su esposa Dorothea Arden. Contrajo matrimonio en 1664 con Charles Berkeley, I conde de Falmouth, quien pereció en el mar al año siguiente durante la batalla de Lowestoft tras ser alcanzado por un cañón a bordo del HMS Royal Charles, el cual estaba comandado por el duque de York. Mary contrajo posteriormente segundas nupcias con Charles Sackville, VI conde de Dorset. Murió en 1679.

### Frances Brooke, Lady Whitmore
Francis, nacida en 1640, era hija de Sir William Brooke y Penelope Hill, y, por tanto, hermana de Margaret Brooke. Contrajo matrimonio con Sir Thomas Whitmore antes de 1665, muriendo décadas después, hacia 1690.

### Henrietta Hyde, condesa de Rochester
Nacida en 1646, Henrietta fue hija de Sir Robert Boyle y su esposa Elizabeth Boyle. Retratada por Lely alrededor de 1665, contrajo matrimonio el mismo año con Lawrence Hyde, I conde de Rochester. Cuñada de Anne Hyde, duquesa de York, Henrietta obtuvo posteriormente el puesto de gobernanta de su hija Ana, futura reina de Gran Bretaña. Murió en 1687.

### Elizabeth Percy, condesa de Northumberland
Nacida en 1646, Elizabeth fue hija de Thomas Wriothesley, IV conde de Southampton, y su esposa Lady Elizabeth Leigh. Contrajo matrimonio en 1662 con Joceline Percy, XI conde de Northumberland, con quien tuvo dos hijos, contrayendo segundas nupcias en 1673 con Ralph Montagu, con quien también tuvo dos hijos. Patrona de Sir Peter Lely, murió en 1690.

### Anne Spencer, condesa de Sunderland
Nacida alrededor de 1646, Anne Spencer era hija de George Digby, II conde de Bristol, y su esposa Lady Anne Russell. Contrajo matrimonio en 1665 con Robert Spencer, II conde de Sunderland. Anne se convirtió en dama de compañía de la segunda esposa de Jacobo II de Inglaterra, María de Módena, además de ser amiga de Sarah Churchill, duquesa de Marlborough, cuya segunda hija superviviente se convertiría en la esposa de Carlos, III conde de Sunderland, hijo de Anne. Murió en 1715.

### Enriqueta, duquesa de Orléans
Enriqueta, nacida en 1644, fue hija del rey Carlos I de Inglaterra y su esposa Enriqueta María de Francia, y, por tanto, hermana de Carlos II. Contrajo matrimonio en 1661 con Felipe, duque de Orléans, hermano del rey Luis XIV de Francia. Su prematura muerte en 1670 tras haber padecido serios problemas digestivos despertó sospechas sobre la causa de su deceso, habiendo afirmado la propia duquesa haber sido envenenada poco antes de morir.

## Galería de imágenes (Bellezas de Windsor)
| Pintura | Nombre                                      | Comentario |
| ------- | ------------------------------------------- | --- |
|         | Frances Stuart, duquesa de Richmond.        | Frances aparece retratada sosteniendo un arco en alusión a Diana, probablemente en referencia a la famosa castidad de la duquesa.                                                                      |
|         | Elizabeth Hamilton, condesa de Gramont.     | En el retrato pueden apreciarse la rueda y la palma del martirio de Santa Catalina de Alejandría, posible alusión por parte del artista a la reina Catalina de Braganza.                               |
|         | Barbara Villiers, duquesa de Cleveland.     | Barbara aparece representada como Minerva, diosa romana de la guerra y la sabiduría. |
|         | Jane Needham, Mrs Myddelton.                | Jane aparece retratada con una cornucopia en posible referencia a la diosa Deméter. |
|         | Margaret Brooke, Lady Denham.               | Margaret fue erróneamente identificada bajo el nombre de Elizabeth en varias impresiones del retrato en el siglo xviii.                                                                                |
|         | Mary Bagot, condesa de Falmouth y Dorset.   | Este retrato fue erróneamente titulado Elizabeth, condesa de Falmouth y Condesa de Ossory en algunas impresiones y libros en los siglos XVIII y xix.                                                   |
|         | Frances Brooke, Lady Whitmore.              | |
|         | Henrietta Hyde, condesa de Rochester.       | |
|         | Elizabeth Percy, condesa de Northumberland. | Este retrato fue probablemente uno de los últimos de la colección en ser terminado. |
|         | Anne Spencer, condesa de Sunderland.        | Este retrato es el único de la colección que no fue obra de Lely, siendo probablemente una copia elaborada por su estudio.                                                                             |
|         | Enriqueta, duquesa de Orléans.              | Pese a figurar en el inventario del rey Jacobo II como uno de los cuadros de las Bellezas de Windsor, el retrato de la duquesa de Orléans no está actualmente identificado como parte de la colección. |